# 楊淑君
楊淑君（ヤン・シュージュン、1985年10月26日 - ）は、台湾台北県鶯歌鎮出身の女子テコンドー選手。2010年アジア競技大会におけるテコンドーでの失格判定の当事者。

## 人物
身長168cm、体重49kg。台北県鴬歌鎮の中湖国民小学、華僑中学、中国文化大学体育科を卒業し、国立体育大学の運動技術研究所で学び、現在台北市立教育大学の助理教授助手級専門技術員。